# Fiammetta (cantante)
Fiammetta, nome d'arte di Fiammetta Tombolato (Roma, 1º aprile 1950), è una cantante e attrice italiana che è stata in voga particolarmente negli anni sessanta.

## Biografia
Cresciuta in una famiglia di artisti, il padre è il celebre paroliere Pino Tombolato; ha fatto parte del gruppo storico di ragazzi che animavano la trasmissione radiofonica Bandiera Gialla, curata da Renzo Arbore e Gianni Boncompagni, che a partire dal 1965 trasmetteva il sabato pomeriggio musica italiana e straniera destinata ad un pubblico giovanile.
È stata anche interprete di sigle di cartoni animati, come Carletto e i mostri e Ultralion. Come attrice, ha avuto una piccola parte nel film musicarello Venga a fare il soldato da noi, del 1971.

## Carriera
In carriera, Fiammetta ha inciso per diverse etichette discografiche: Sprint, Dischi Ricordi, Mini Rec, Belldisc, Jolly, RCA Italiana. Ha partecipato al Cantagiro 1970 (Girone B, Giovani, Tranquillità) ed a tre edizioni di Un disco per l'estate (1967, con Ricordare o dimenticare, una delle sue canzoni più conosciute, giunta in finale; 1968, con Prega per me, finalista; 1969, con Ma che domenica, un'altra delle sue canzoni più note, che non giunse però alla fase finale).
Si è avvicinata alla musica giovanissima, partecipando nel 1963 alla manifestazione canora Ribalta per Sanremo. Scritturata dalla Sprint, incide per l'etichetta (distribuita dalla Durium) il 45 giri È facile/Amore con due erre. Il necessario periodi di gavetta la porta a svolgere ruoli di supporto in tournée di artisti maggiori, come Adriano Celentano (per la Fantasy incide il singolo Gira al largo/Tornerà). Ritornerà in tour come supporter nel 1966 in occasione della prima tournée italiana dei Rolling Stones e accompagnando in Australia per una serie di concerti Massimo Ranieri.
A metà anni sessanta, in coincidenza con la partecipazione a Bandiera Gialla, inizia il periodo di collaborazione con una casa discografica, la Bluebell, che punta dichiaratamente sui giovani. Con l'etichetta Mini/Bluebell incide i tre 45 giri che le danno la notorietà: Quando la campana suonerà/Little man (cover del brano omonimo di Sonny Bono interpretato originalmente da Cher); Ricordare o dimenticare/Grido alla vita; Prega per me/Una chitarra dimenticata. In televisione partecipa a Settevoci, trasmissione condotta da Pippo Baudo, trampolino di lancio per molte promesse dell'epoca del mondo della canzone, come Wess, Donatella Moretti e Claudine Longet, e al Festival di Zurigo del 1967 con Ricordare o dimenticare.
Fra le collaborazioni radiofoniche e televisive di Fiammetta degli anni settanta si segnalano qui il programma per la televisione svizzera Musical Magazine (Watch My Feet era la sigla), per la radio italiana Il Mattiniere, Primo Nip (Quella canzone irresistibile era il motivo che funzionava da sigla), Musicalmente Volley. Sono seguiti poi la partecipazione, nel 1996, al Festival della canzone romana, quella alla trasmissione di Telemontecarlo Tappeto volante, condotta da Luciano Rispoli, allo show di Paolo Limiti, a Tira & Molla di Paolo Bonolis e La vita in diretta di Michele Cucuzza. Nel 1997 collabora con il cantautore Stefano Rosso, incidendo in duetto alcune canzoni, che troveranno posto nella raccolta Miracolo italiano, rilasciata nel medesimo anno.
Nel 2001 ha condotto una rubrica radiofonica su Radio Italia Anni 60 dal titolo Quindici minuti con Fiammetta.
Le ultime partecipazioni televisive di Fiammetta sono state quelle che l'hanno vista, nel 2006 a MilleVoci, il programma musicale di Gianni Turco.
Eseguì vari brani di successi personali ma anche un nuovo brano.

## Discografia

### Album
- 1972: Io, l'altra faccia della luna (Picci, GLA 2004, con Alberto Rocchetti e gruppo musicale La Seconda Genesi)

### Singoli
- 1963: È facile/Amore con due erre (Sprint, SP A 5519)
- 1964: Luna in bikini/Mi chiama con tre fischi (Sprint, SP A 5542)
- 1965: Gira al largo/Tornerà (Fantasy, fs 1016)
- 1967: Quando la campana suonerà/Little man (Mini Rec, BB 2002)
- 1967: Ricordare o dimenticare/Grida alla vita (Mini Rec, BB 2004)
- 1968: Prega per me/Una chitarra dimenticata (Mini Rec, BB 2009)
- 1968: Un bambino biondo/Sette grandi alberi (Belldisc, BD 8010)
- 1969: Ma che domenica!/Serenità (Belldisc, BD 8016)
- 1970: Tranquillità/Grand hotel (Dischi Ricordi, SRL 10.598)
- 1971: Ho bruciato i miei vent'anni/Sentimento d'amore (Jolly, J 20481)
- 1971: Il tango delle capinere/Non toccatemi vernice fresca (Picci, LG 1004)
- 1972: Ma chi siamo noi/Il giardino dei fiori finti (Picci, LG 3005)
- 1972: La terra e il seme/Angelo mio (Picci, LG 3006)
- 1974: Presto/Sogno di Nanana (Omniamusic, ONP-9009)
- 1975: Watch My Feet/Non cambiare mai (Omniamusic)
- 1977: La mia canzone irresistibile/La conta (RCA Italiana, PB 6025)
- 1980: Sulla strada/Azzurre stelle (Mia Records, M 1581)
- 1981: Fantasia/Amare (Mia Records, M 1601)
- 1982: È più sabato che mai/Che week-end (Mia Records, M 1664)

### Raccolte e collaborazioni
Dischi di altri artisti ai quali Fiammetta ha partecipato:
- V Festival della Nuova Canzone Romana (Blitz)
- Magic Bitpop vol.12 (On Sale Music)
- Durium Beat (Nuova Durium)
- Miracolo Italiano (con Stefano Rosso, RCA Italiana)
- Cantando Ballando (Mia records)
- Alto volume 2º - 1967-1971 (Giallo Records)
- La voce della solidarietà (Lavocedelledonne)
- Operazione Sole (Maledetta Discoteca)